# То, что называют любовью
«То, что называют любовью» (англ. The Thing Called Love, альтернативный перевод — «Вот такая любовь») — американская мелодрама 1993 года.

## Сюжет
Молодая начинающая певица Миранда Пресли (не родственница певца) переезжает после смерти отца, огромного поклонника Элвиса, из Нью-Йорка в Нэшвилл. Она очень амбициозна, пишет песни, играет на гитаре и хочет стать знаменитой певицей. В Нэшвилле она попадает в известный паб «Синяя Птица» (который на самом деле существует и чья хозяйка играет саму себя в фильме), где каждую неделю проходят отборочные прослушивания молодых исполнителей. Паб славится тем, что многие певцы, начинавшие там свою карьеру, в дальнейшем становились знаменитыми кантри-звёздами.
В пабе Миранда знакомится с более талантливым, чем она, но чрезмерно надутым и угрюмым пессимистом Джеймсом Райтом (Ривер Феникс), который однако, в отличие от неё, сразу получает работу певца и завоёвывает её любовь. Там же происходит встреча Миранды с Линдой Лу Линдон (Сандра Буллок), приятной девушкой, которой не везёт ни в любви со своим парнем Билли, ни в карьере. Линда влюбляется в героя Дермота Малруни, талантливого автора песен, которые в конце концов будет исполнять сама Триша Йервуд, а тот в свою очередь безумно и без взаимности влюбляется в Миранду, девушку своего лучшего друга Джеймса.

## В ролях
- Ривер Феникс — Джеймс Райт
- Саманта Мэтис — Миранда Пресли
- Дермот Малруни — Кайл Дэвидсон
- Сандра Буллок — Линда Лу Линден
- Барри Шабака Хенли — преподобный Реймонд
- Триша Йервуд — играет саму себя